# Casa de Alfred Dunk
La Casa Alfred Dunk (también conocida como la Casa Brinker) es una casa histórica ubicada en Binghamton, condado de Broome, Nueva York.

## Descripción e historia
Construida alrededor de 1853 o 1854, es una casa de dos plantas más ático, con estructura de madera y un sótano de piedra. Se distingue por la pronunciada inclinación de su hastial, decorado con aleros aserrados y coronado por su remate y colgante originales de estilo gótico carpintero.Fue incluido en el Registro Nacional de Lugares Históricos el 21 de marzo de 1985. 